# Barış Hersek
Barış Hersek, né le 26 mars 1988, à Kırklareli, en Turquie, est un joueur turc de basket-ball. Il évolue aux postes d'ailier et d'ailier fort.

## Palmarès
- Médaille de bronze aux Jeux méditerranéens de 2009
- Vainqueur des Jeux méditerranéens de 2013
- EuroChallenge 2012